# Вилапинта (Сондрио)
Вилапинта је насеље у Италији у округу Сондрио, региону Ломбардија.
Према процени из 2011. у насељу је живело 1371 становника. Насеље се налази на надморској висини од 272 м.